# Nerello mascalese
Il Nerello mascalese, detto anche Negrello (Niuriddu mascalisi in siciliano) è un vitigno che cresce prevalentemente sull'Etna, nella città metropolitana di Catania, e nella zona di Torre Faro, frazione del comune di Messina. Esso concorre per l'80-100% alla produzione del vino Etna DOC; per il 45-60% alla produzione del vino Faro DOC.

## Il vitigno
Vitigno autoctono delle pendici dell'Etna, la sua nascita si perde nella notte dei tempi. Viene coltivato tradizionalmente fra i 350 e i 1000 s.l.m. nella forma ad alberello, ma oggi anche a cordone speronato. Il suo nome è dovuto al fatto che da secoli viene coltivato nella zona della Contea di Mascali su dei terreni costituiti, per gran parte, da sabbie vulcaniche. Un'altra zona di coltivazione, ricca inoltre di strutture che ne producono vino nostrano è quella di Passopisciaro, Trecastagni, Biancavilla, Viagrande e altre. La sua uva ha una caratteristica forma oblunga e di colore rosso chiaro. Matura molto tardi e la sua vendemmia viene effettuata fra la seconda e la terza settimana di ottobre. I vini prodotti con questo vitigno sono a elevata gradazione alcolica (13-14°) e molto spesso, ma non sempre, destinati a un lungo invecchiamento. I vini prodotti ottenuti dalla vinificazione di questo vitigno hanno una grande variabilità a seconda della zona di coltivazione. Il nerello mascalese, infatti, come altri vitigni nobili (nebbiolo, pinot nero), ha una notevole sensibilità all'annata e al territorio di provenienza.